# Axel Kristensen
Axel Aage Kristensen (Frederiksberg, 21 giugno 1873 – 23 novembre 1952) è stato un tiratore a segno danese.

## Carriera
Partecipò ai giochi olimpici di Parigi del 1900 in tutte e cinque le gare della carabina militare senza riuscire ad ottenere grandi risultati.